# 武汉大学文学院

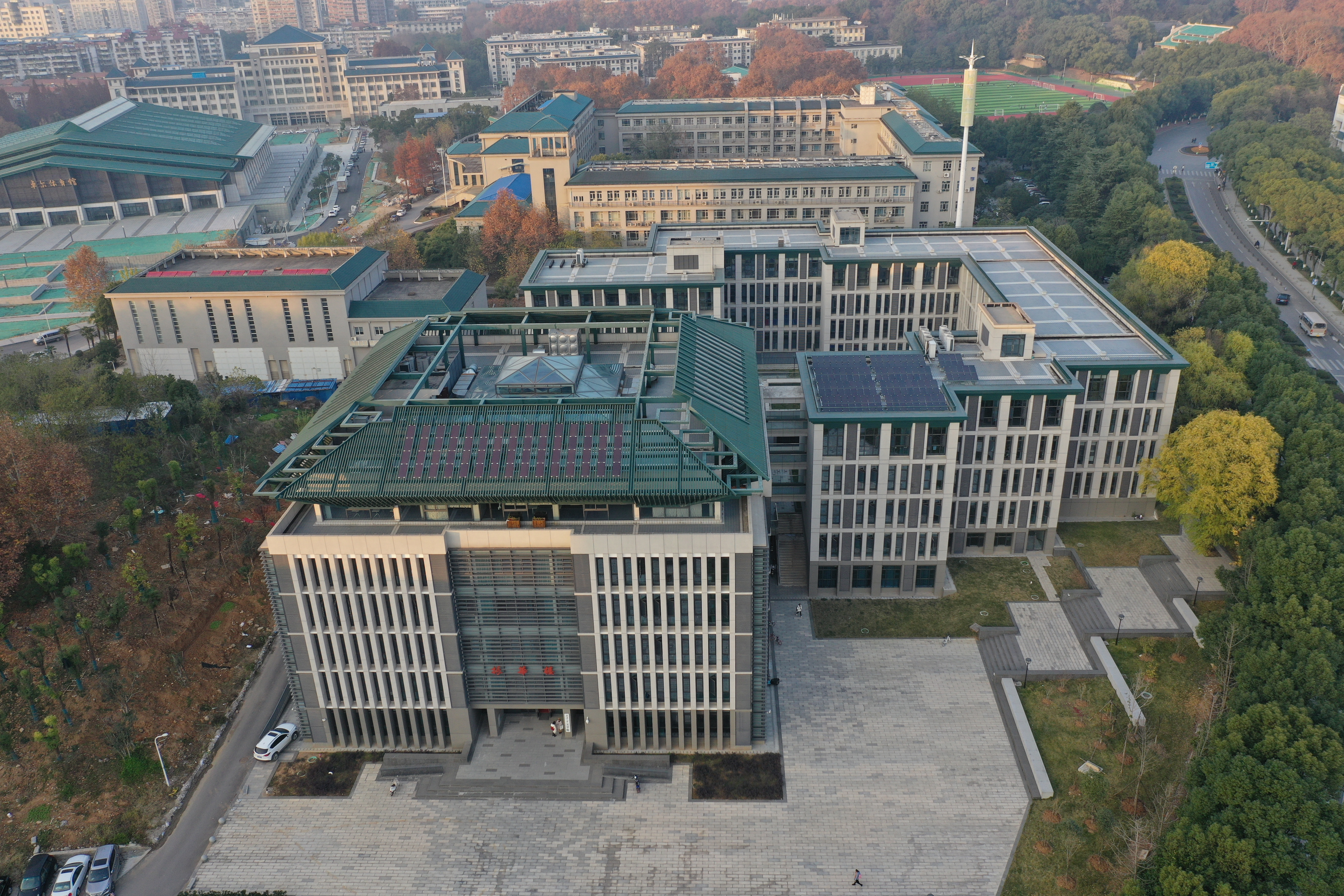
文學院現址振華樓俯瞰圖

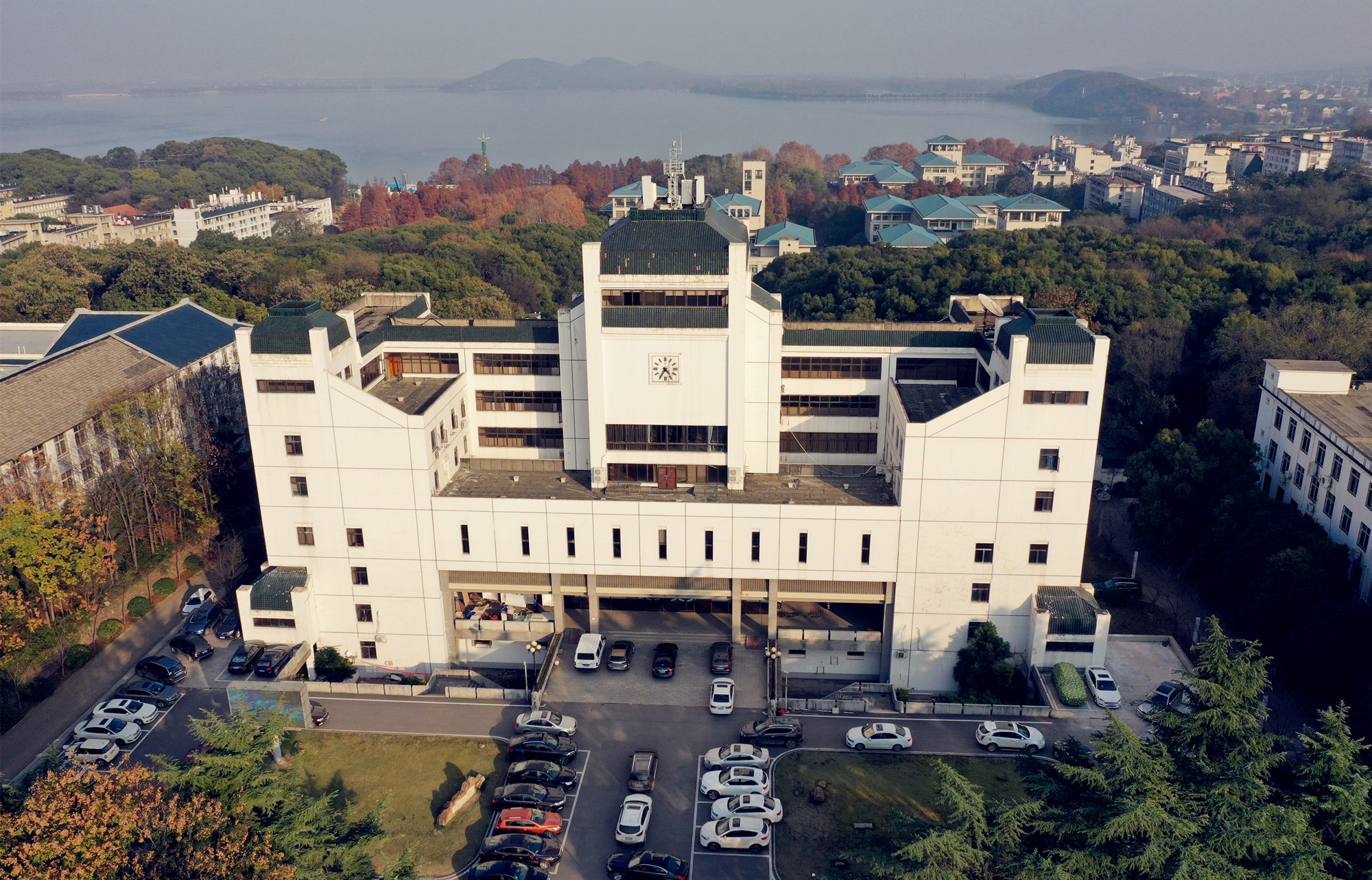
文学院曾经使用的人文馆

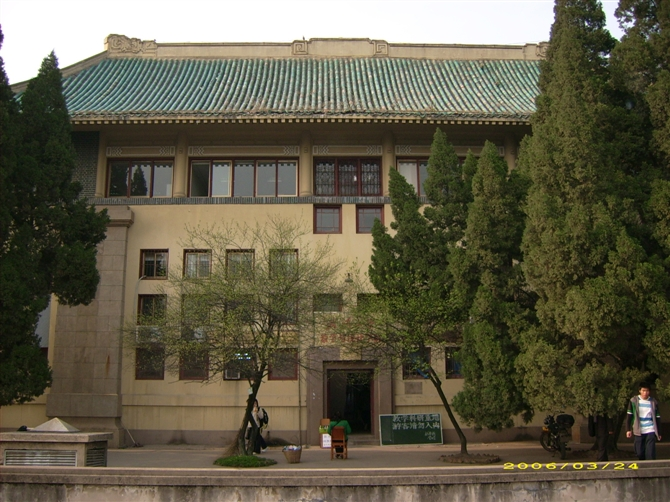
现为数学与统计学院的老文学院

武汉大学文学院始建于1917年，现隶属于武汉大学人文科学学部。黄佐斌现任院党委书记，涂险峰任院长。

## 历史沿革
- 1917年武昌高等师范学校设立国文部。
- 1922年调整为国文系。
- 1927年组建武昌中山大学，改称中国文学系。
- 1928年国立武汉大学成立时，正式命名为文学院，闻一多担任首任院长。
- 1953年适逢国家院系调整，组建新的中文系。
- 1997年改建为文学院。
- 1999年与历史文化学院﹑哲学学院等合并为人文科学学院。
- 2003年恢复文学院的建制。[1]

## 专业设置
- 本科生
  - 汉语言文学
  - 对外汉语
  - 人文科学试验班
  - 国学班（与历史学院﹑哲学学院合办）
- 一级学科博士学位授予权和博士后流动站
  - 国家重点学科：中国现当代文学
  - 国家重点培育学科：中国古代文学
  - 湖北省重点学科：中国语言文学
  - 湖北省优势学科：中国现当代文学
  - 湖北省特色学科：中国古代文学
- 二级学科博士点和硕士点
  - 文艺学
  - 语言学及应用语言学
  - 汉语言文字学
  - 中国古典文献学
  - 中国古代文学
  - 中国现当代文学
  - 比较文学与世界文学
  - 中国文学批评史
  - 写作理论与实践
  - 对外汉语教学
  - 国学与汉学
  - 古籍整理与研究等
- 专业学位教育点
  - 汉语国际教育硕士
  - 语文教育硕士两个[3]

## 孔子学院
学院与美国匹兹堡大学合作在美国宾州创办了孔子学院。

## 名师大家
- 杨树达
- 黄侃
- 郁达夫
- 闻一多
- 沈雁冰
- 周作人
- 钱玄同
- 林语堂
- 周建人[3]